# The King Cole Trio (box set)
| Recensione | Giudizio |
| ---------- | -------- |
| AllMusic   |          |

The King Cole Trio è un box set dell'omonimo gruppo statunitense guidato dal pianista jazz Nat King Cole; era costituito da quattro dischi a 78 giri in gommalacca e fu pubblicato dalla casa discografica Capitol Records nell'ottobre del 1944. L'album fu ristampato in formato LP sempre dalla Capitol Records (H-220) nel 1950.

## Tracce

### Disco 1
Lato A (20009)
1. Sweet Lorraine (Voce di Nat King Cole) – 3:07 (testo: Mitchell Parish – musica: Cliff Burwell) – Registrato il 15 dicembre 1943 al "C.P. MacGregor Studios" di Hollywood, California

Lato B (20009)
1. Embraceable You (Voce di King Cole) – 3:22 (testo: Ira Gershwin – musica: George Gershwin) – Registrato il 15 dicembre 1943 al "C.P. MacGregor Studios" di Hollywood, California

### Disco 2
Lato A (20010)
1. The Man I Love (Strumentale) – 3:19 (testo: Ira Gershwin – musica: George Gershwin) – Registrato il 17 gennaio 1944 al "C.P. MacGregor Studios" di Hollywood, California

Lato B (20010)
1. Body and Soul (Strumentale) – 3:18 (testo: Johnny Green – musica: Edward Heyman, Robert Sour, Frank Eyton) – Registrato il 17 gennaio 1944 al "C.P. MacGregor Studios" di Hollywood, California

### Disco 3
Lato A (20011)
1. Prelude In 'C' Sharp Minor (Strumentale) – 2:54 (musica: Sergej Vasil'evic Rachmaninov) – Registrato il 17 gennaio 1944 al "C.P. MacGregor Studios" di Hollywood, California

Lato B (20011)
1. What Is This Thing Called Love? (Strumentale) – 2:55 (Cole Porter) – Registrato il 17 gennaio 1944 al "C.P. MacGregor Studios" di Hollywood, California

### Disco 4
Lato A (20012)
1. It's Only a Paper Moon (Voce di King Cole) – 2:53 (testo: Billy Rose, Yip Harburg – musica: Harold Arlen) – Registrato il 15 dicembre 1943 al "C.P. MacGregor Studios" di Hollywood, California

Lato B (20012)
1. Easy Listenin' Blues (Strumentale) – 3:09 (musica: Nadine Robinson) – Registrato il 6 marzo 1944 al "C.P. MacGregor Studios" di Hollywood, California

### Edizione LP (Capitol Records, H-220)
Lato A
1. Sweet Lorraine (Voce di King Cole) – 3:07 (testo: Mitchell Parish – musica: Cliff Burwell)
2. The Man I Love (Strumentale) – 3:19 (testo: Ira Gershwin – musica: George Gershwin)
3. Embraceable You (Voce di King Cole) – 3:22 (testo: Ira Gershwin – musica: George Gershwin)
4. What Is This Thing Called Love (Strumentale) – 2:55 (Cole Porter)

Lato B
1. Body and Soul (Strumentale) – 3:18 (testo: Edward Heyman, Robert Sour, Frank Eyton – musica: Johnny Green)
2. It's Only a Paper Moon (Voce di King Cole) – 2:53 (testo: Yip Harburg, Billy Rose – musica: Harold Arlen)
3. Prelude in C Sharp Minor (Strumentale) – 2:54 (musica: Sergej Vasil'evic Rachmaninov)
4. Easy Listenin' Blues (Strumentale) – 3:09 (musica: Nadine Robinson)

## Formazione
- Nat Cole – voce, pianoforte
- Oscar Moore – chitarra
- Johnny Miller – contrabbasso